# Raajneeti
Pour plus de détails, voir Fiche technique et Distribution.
Raajneeti (traduction : Politique) est un film indien écrit, dirigé et produit par Prakash Jha. Le film qui prend place dans le monde politique indien contemporain, est interprété par Ranbir Kapoor, Katrina Kaif, Ajay Devgan et Arjun Rampal dans les rôles principaux.
Très attendu, Raajneeti sort dans les cinémas du monde entier le 4 juin 2010 après avoir suscité des controverses quant aux ressemblances entre des personnalités politiques et des personnages du film, ainsi que des polémiques sur l'hymne national. À sa sortie, le film reçoit des critiques très favorables et prend un excellent départ au box-office.

## Synopsis
Sur fond de rivalités sanglantes et de corruption, le film s'inspire de l'épopée du Mahabharata dans lequel les frères Pandavas afrontent leurs cousins les Kauravas qui se sont emparés de leur royaume.
Après une brève relation amoureuse de laquelle naît Sooraj, un fils qu'elle abandonne, Bharti Rai épouse Chandra Pratap avec lequel elle a deux fils, Prithviraj et Samar. Deux décennies plus tard, quand Bhanu Pratap tombe gravement malade, il confie les rênes de son parti, le Rashtrawadi, à son frère Chandra. Prithviraj manœuvre pour en prendre la direction au détriment de Veerendra, fils de Bhanu, qui s'en considère l'héritier légitime. Il évince également Sooraj, leader devenu trop populaire à son goût. S'estimant injustement dépossédés, Veerendra et Sooraj s'associent pour assassiner Chandra et faire inculper Prithviraj, coupable d'un viol. Rentrant de ses études aux États-Unis, Samar, bien que complètement étranger aux activités de sa famille, intervient pour libérer son frère et découvre qui sont les auteurs du meurtre de son père. Cette révélation l'incite à entrer dans l'arène politique sous la direction d'un manœuvrier hors pair et sans scrupule, son oncle Brij Gopal.

## Fiche technique et artistique
- Titre : Raajneeti
- Titre original en hindi :  राजनीती
- Réalisateur : Prakash Jha
- Scénario : Prakash Jha et Anjum Rajabali
- Musique : Pritam Chakraborty, Aadesh Shrivastava, Shantanu Moitra (en) et Wayne Sharp
- Parolier : Irshad Kamil, Sameer, Swanand Kirkire (en) et Gulzar
- Chorégraphie : Bosco Martis
- Direction artistique : Jayant Deshmukh
- Photographie : Sachin Kumar Krishnan
- Montage : Santosh Mandal
- Production : Prakash Jha pour Prakash Jha Productions, Walkwater Media et UTV Motion Pictures
- Langue : hindi
- Pays d'origine : Inde
- Date de sortie : 4 juin 2010
- Format : Couleurs
- Genre : Film politique
- Durée : 163 minutes

## Distribution
- Ranbir Kapoor ( VF: Raphaëlle Bruneau; VQ Daniel Picard: Samar, fils cadet de Bharti Rai et Chandra Pratap
- Ajay Devgan : Sooraj Kumar, fils illégitime de Bharti Rai
- Katrina Kaif : Indu Pratap, épouse de Prithviraj mais amoureuse de Samar
- Arjun Rampal : Prithviraj, fils aîmé de Bharti Rai et Chandra Pratap
- Nana Patekar : Brij Gopal, oncle et conseillé politique de Samar
- Manoj Bajpai : Veerenda Pratap, cousin de Samar et Prithviraj
- Sarah Thompson : Sarah Jean Collins, petite amie de Samar
- Naseeruddin Shah : Bhaskar Sanyal, père de Sooraj Kumar

## Réception
Critiques
Raajneeti reçoit des critiques généralement positives : 6/10 pour Reviewgang. Mayank Shekhar de l'Hindustan Times le note 3/5 et dit : « Aucun des acteurs n'est décevants, que ce soit Arjun Rampal, exceptionnellement inspiré, ou Manoj Bajpai, son magistral opposé ». Nikhat Kazmi du Times of India le note 4/5 et dit : « L'intrigue du film s'inspire essentiellement de deux classiques - le Mahabharata et Le Parrain - pour composer une critique haletante du système politique indien où prévaut la démocratie, mais pas dans sa forme la plus pure. » Anupama Chopra de NDTV le note 3/5 : « Prakash Jha restitue avec réalisme les machinations et les trafics sordides qui alimentent la politique mais les affaiblit avec des retournements baroques et des scènes franchement filmi. » Rajeev Masand d'IBN dit : « Raajneeti est haletant et fascinant la plupart du temps, bien qu'il perde de sa force dans la scène finale. Pour les performances d'acteurs incroyables et les scènes dramatiques saisissantes, c'est un film que je recommande. » Concernant Ranbir Kapoor, les critiques sont extrêmement élogieuses quant à son jeu : « C'est un plaisir de voir jouer Ranbir Kapoor, combinant un charme de superstar avec un jeu sérieux. » (critique sur sify movies), les performances des autres acteurs sont également appréciées, surtout celles de Nana Patekar et d'Arjun Rampal.
Box Office
Le film fait un début excellent au box-office et enregistre une ouverture de presque 100,5 millions de roupies ($2,28 millions) net au premier jour. Le film se place troisième pour les plus grosses entrées de tous les temps à Bollywood après 3 Idiots et Ghajini et les plus grosses entrées le premier jour en 2010 au second semestre battant Kites le film avec Hrithik Roshan et Housefull le film avec Akshay Kumar. Raajneeti a eu un excellent début à l'étranger : en Australie et Nouvelle-Zélande, il bat même les entrées de 3 Idiots.
Récompenses
- Star Screen Awards

Meilleur scénario : Anjum Rajabali, Prakash Jha
Meilleure musique d'accompagnement : Wayne Sharp
- Zee Cine Awards

Meilleur rôle secondaire : Arjun Rampal